# Tallahassee Community College

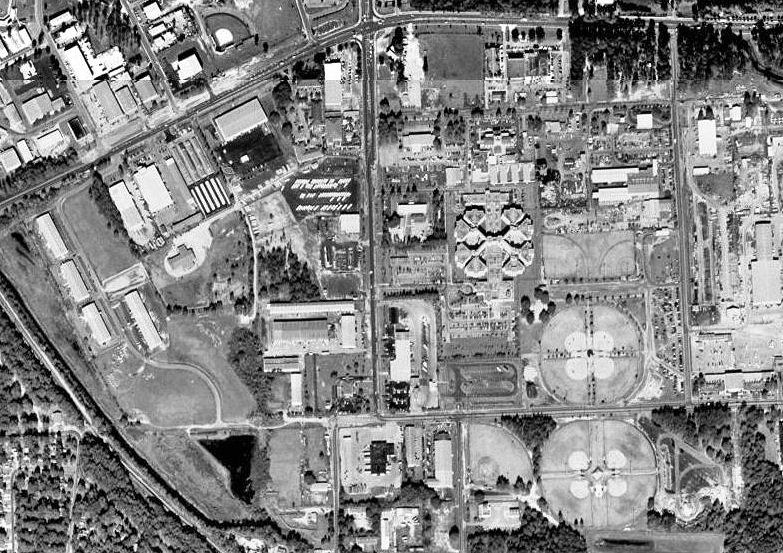
Satellitenaufnahme des Hochschulcampus (1999)

Das Tallahassee Community College (TCC) ist ein staatliches Community College in Tallahassee, der Hauptstadt des Bundesstaates Florida. Gegenwärtig sind über 14.000 Studenten an dem College eingeschrieben, die einen Associate Degree oder ein Zertifikat in über 70 verschiedenen Studiengängen erwerben können. Viele Studenten wechseln anschließend zur Florida State University um einen höherwertigen Abschluss zu erhalten. Der Präsident des College ist Bill Law. 

## Geschichte
Von 1929 bis 1961 befand sich auf dem zukünftigen Campusgelände der Flugplatz Dale Mabry Field. 1961 wurde dieser geschlossen, als einige Meilen südwestlich davon der Tallahassee Regional Airport (seit Juni 2015: Tallahassee International Airport) aufging.
Das TCC wurde 1966 für Studenten aus den Countys Leon, Gadsden und Wakulla gegründet. Der Lehrbetrieb startete im gleichen Jahr mit 700 Studenten.